# Deldense mop

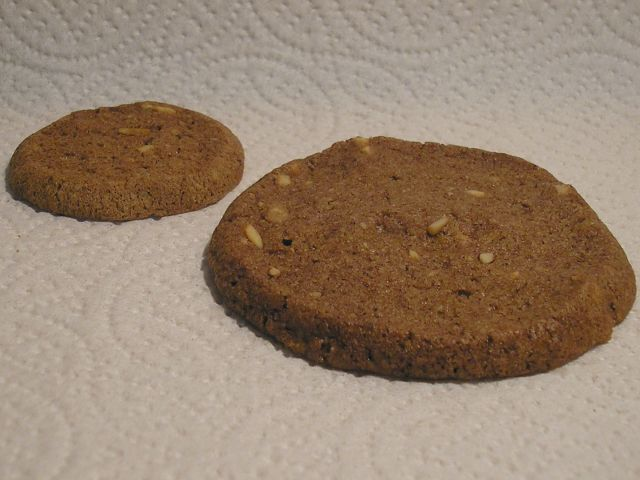
Deldense Moppen, groot (ca. 8cm) en klein (ca. 5cm)

Deldense moppen zijn traditionele roomboterkoekjes op basis van tarwebloem die al meer dan een eeuw in het Twentse stadje Delden gebakken worden en ook daarbuiten bekendheid genieten.
Het zijn tamelijk harde, brosse koekjes met een ietwat grof uiterlijk en een kenmerkende smaak waarin de ingrediënten kaneel, speculaaskruiden, kruidnagel en amandel het duidelijkst herkenbaar zijn.
Andere ingrediënten die bijdragen aan de smaak zijn gember, foelie, nootmuskaat en koriander. De lekkernij wordt in twee afmetingen aangeboden, waarbij de grote variant een diameter van circa acht centimeter heeft en de kleine mopjes een centimeter of vijf meten.